# Francisco de Herboso y Luza
Francisco de Herboso y Luza (Lima, 24 de marzo de 1670 - Lima, 16 de julio de 1733), magistrado y funcionario colonial criollo peruano. Fue Contador Mayor de Cuentas del Perú, Consejero de Hacienda y Presidente de la Real Audiencia de Charcas entre 1725 y 1732.

## Biografía
Nació en Lima, hijo del caballero de la Orden de Santiago, Francisco de Herboso y Asúnsolo, natural de Valmaseda en el País Vasco, y de la dama Antonia de Luza y Mendoza.
Nombrado magistrado del gobierno virreinal, ocupó los altos cargos de contador mayor del Perú, consejero de Hacienda y presidente de la Audiencia de Charcas. Fue investido con el hábito de caballero de la Orden de Carlos III.
Se casó con la limeña Isabel Figueroa de Dávila con la que tuvo más de 10 hijos, de estos destacaron:
- Francisco Ramón de Herboso y Figueroa, arzobispo de Chuquisaca en el Alto Perú (Bolivia) (1766-1784) y asesor general del virrey del Perú José Manso de Velasco (1746-1761).
- Catalina Micaela de Herboso y Figueroa (1709-1741) quien casó con Matías de Astoraica y Cereceda, ambos poseyeron el Condado de Carma.

| Predecesor: Gabriel Antonio Matienzo | Presidente de la Real Audiencia de Charcas 1725 - 1732 | Sucesor: José Francisco de Herrera |